# 葉修
葉修（1548年—1607年），本姓龔，字克慎，號永溪，江西南昌府南昌縣人，軍籍，明朝政治人物。

## 生平
萬曆元年（1573年）癸酉科江西鄉試第七十一名，萬曆十一年（1583年）癸未科會試第三十一名，登三甲第二十名進士。兵部觀政，次年授湖广汉阳府推官，性刚直不阿，常面拆人。汉阳学废，頼以兴复。十七年升刑部主事，十九年广东主考，二十一年差江南决囚，二十二年升员外郎，本年升郎中，二十三年升郧阳府知府，調漢中府，二十四年回籍听勘。二十七年補河東運同，二十八年升雷州知府，三十年准致仕，三十四年補肇庆知府，三十五年卒。

## 家族
曾祖葉景發；祖父葉時盖，封文林郎推官；父葉照，曾任南京禮部郎中。母辜氏（封孺人）。永感下。兄葉任。